# 1624 Rabe
1624 Rabe è un asteroide della fascia principale del diametro medio di circa 23,9 km. Scoperto nel 1931, presenta un'orbita caratterizzata da un semiasse maggiore pari a 3,1908026 UA e da un'eccentricità di 0,0958806, inclinata di 1,98311° rispetto all'eclittica.
È così chiamato in onore di Eugene Rabe.